# Storm (singel Victora Crone’a)
Storm (pol. Sztorm) – singel szwedzkiego piosenkarza Victora Crone`a wydany w 2018 nakładem wytwórni Star Management. Utwór został napisany przez Stiga Rästę, Vallo Kikasa, Sebastiana Lestapiera, Freda Kriegera i samego artystę.
Piosenka opowiada o mrocznych momentach w życiu artysty. Mówi, że cokolwiek nas niepokoi, to w końcu i tak uspokoi się, a rany zagoją się z czasem. Zatem jest to utwór o nadziei i dążeniu do wytrwałości.
W 2019 utwór reprezentował Estonię w 64. Konkursie Piosenki Eurowizji w Tel Awiwie. Zajął 20. miejsce w finale, zdobywszy 76 punktów, w tym 48 pkt od telewidzów (16. miejsce) i 28 pkt od jurorów (20. miejsce).

## Notowania
| Kraj            | Lista (2019)      | Pozycja |
| --------------- | ----------------- | ------- |
| Estonia         | Eesti Tipp-40     | 1       |
| Litwa           | AGATA             | 56      |
| Szwecja         | Sverigetopplistan | 39      |
| Szwajcaria      | Singles Top 75    | 91      |
| Wielka Brytania | UK Singles Chart  | 59      |